# Tragédie du stade d'Accra de 2001
La tragédie du stade d'Accra de 2001 est survenue le 9 mai 2001 au stade d'Accra Sports au Ghana. Ce jour-là se tient la rencontre du sommet du championnat ghanéen entre les deux équipes de Hearts of Oak (équipe d'Accra) et l'Asante Kotoko (club de Kumasi, 2e plus grande ville du pays) à l'Accra Sports Stadium. 
Furieux de voir leur équipe rejointe puis menée au score en fin de match (2-1), sur un but litigieux, certains supporters de l'Asante Kotoko décident de manifester leur mécontentement en utilisant des engins pyrotechniques et en arrachant des sièges des tribunes pour les jeter sur la pelouse. Les policiers présents se sont alors interposés et la police disperse la foule à l'aide de gaz lacrymogène.
Les supporters qui ont tenté de s'enfuir se sont retrouvés piégés, les portes de l'Accra Stadium étant closes et une bousculade meurtrière fait 127 morts principalement d'asphyxie ou piétinés et une centaine de blessés. En mémoire de ce drame, le stade depuis reconstruit est baptisé Ohene Djan Stadium et une statue est présente sur le parvis de l’enceinte. C'est le drame le plus meurtrier qu'ait connu le football africain.